# Ктувім
Ктуві́м, Кетуві́м (дав-євр. כְּתוּבִים‎ — писання) — третя частина книг Старого Заповіту.

## Структура

### Поетичні книги
- Книга Псалмів
- Книга приказок Соломонових
- Книга Йова

### П'ять сувіїв
- Пісня над піснями
- Книга Рут
- Плач Єремії
- Книга Екклезіястова, або Проповідника
- Книга Естери

#### Інші книги
- Книга пророка Даниїла
- Книга Езри та Книга Неємії
- Книга Хроніки: Перша книга хроніки та Друга книга хроніки